# Jo Baker
Pour les articles homonymes, voir Baker.
Jo Baker est une romancière anglaise, qui a publié plusieurs romans aux États-Unis.

## Biographie
Jo Baker est née dans le Lancashire, en Angleterre. Elle est diplômée de Somerville College, l'université d'Oxford, et de l'université Queen's de Belfast. Elle vit à Lancaster, au nord-ouest de l'Angleterre.

## Œuvres
- (en) The Undertow, Alfred A. Knopf, 2012, 335 p. (ISBN 978-0-307-95709-2, lire en ligne)
- (en) The Telling, Knopf Doubleday Publishing Group, 1er septembre 2015, 352 p. (ISBN 978-0-8041-7234-9, lire en ligne)
- (en) The Mermaid's Child, Knopf Doubleday Publishing Group, 17 mars 2015, 320 p. (ISBN 978-0-8041-7264-6, lire en ligne)
- (en) Offcomer, Knopf Doubleday Publishing Group, 2 décembre 2014, 304 p. (ISBN 978-0-8041-7262-2, lire en ligne)
- The Picture Book, Granta Publications, 2011,  (ISBN 9781846273889)
- (en) Longbourn, Knopf Doubleday Publishing Group, 8 octobre 2013, 352 p. (ISBN 978-0-385-35124-9, lire en ligne)
- (en) A Country Road, A Tree : A novel, Knopf Doubleday Publishing Group, 17 mai 2016, 312– (ISBN 978-1-101-94719-7, lire en ligne)
- The Body Lies (2019)